# Bermiego
Bermiego es una parroquia del concejo asturiano de Quirós, en España, y un lugar de dicha parroquia. Su templo parroquial está dedicado a Santa María.
La parroquia alberga una población de 89 habitantes y ocupa una extensión de km 9,73².
Esta pequeña localidad cuenta con dos monumentos naturales: el tejo y el rebollo de Bermiego. Así mismo cuenta con varios hórreos y paneras del siglo XVI en los que se pueden apreciar tallas y dibujos tradicionales como trisqueles, flores hexapétalas y dientes de llobu.

## Toponimia
El lingûista Xulio Concepción Suárez conjetura que el nombre del pueblo procedería de vermis, vermiculus: "rojo, bermejo": "lugar de suelo rojizo o bermejo".

## Patrimonio inmaterial
Las fiestas más importantes son La Merced (septiembre) y San Roque (agosto).

## Entidades de población
Según el nomenclátor de 2008, la parroquia está formada por las poblaciones de:
- Bermiego (lugar): 84 habitantes
- Carrexa (casería): 5 habitantes